# آرکیت (جمهوری آلتای)
آرکیت (به لاتین: Arkyt) یک منطقهٔ مسکونی در روسیه است که در جمهوری آلتای واقع شده‌است.